# Sigrás
Sigrás (llamada oficialmente Santiago de Sigrás) es una parroquia española del municipio de Cambre, en la provincia de La Coruña, Galicia.

## Otras denominaciones
La parroquia también es conocida por el nombre de San Iago de Sigrás.

## Límites
Limita al norte y oeste Culleredo, al sur Ancéis y al este Cambre. 

## Historia
Lugar de nacimiento (1565) de María Pita, la heroína coruñesa cuyo nombre real era Mayor Fernández y Pita, hija de Simón Arnau y María Pita, la “vieja” y donde pasó sus últimos años de vida y falleció (1643) a los 78 años de edad.
Antiguamente fue lugar de veraneo y existió una tradición textil arraigada, había en Sigrás fábricas de hilados y prácticamente en todas las casas se contaba con un telar. En el siglo XIX existían también fábricas de pintados de algodón y lino.

## Entidades de población
Entidades de población que forman parte de la parroquia:
- A Cabana
- Agra do Mero (A Agra do Mero)
- Aián
- A Ponte (A Ponte de Alvedro)
- A Telva
- Enxertos
- Gaiteiro (O Gaiteiro)
- Os Campóns
- O Souto
- O Vilar
- Pena (A Pena)
- Pite
- Pontido
- Rego
- Sigrás de Abaixo
- Sigrás de Arriba
- Sobrecarreira
- Xira (A Xira)

## Demografía
| Gráfica de evolución demográfica de Sigrás entre 2000 y 2018 |
|                                                              |
| Datos según el nomenclátor publicado por el INE.             |

## Monumentos
Cuenta con una iglesia románica y un puente medieval. Además por la parroquia discurre el camino inglés de Santiago.